# 都江堰至四姑娘山山地铁路
都江堰至四姑娘山山地铁路，又称都江堰至四姑娘山山地轨道交通（简称都四铁路、都四线或都四山地轨道），是一条位于中华人民共和国四川省的登山铁路，属于四川山地轨道交通系统。线路起于成都市都江堰市，终于阿坝藏族羌族自治州小金县四姑娘山镇，全长123.2公里，设站12座，车辆段1座，串联起都江堰水利工程、卧龙自然保护区、四姑娘山等众多风景区。线路定位以旅游客运为主，兼顾少量货运（由蒲阳车辆段办理）。
都四铁路是中华人民共和国首条齿轨铁路，其轨距为1000毫米（米轨），与全国通用的标准轨不同。工程临近多个自然保护区，大部分线路位于地质灾害高危地区，建设条件复杂。工程于2020年9月正式开工，预计都江堰至卧龙段2025年开通，卧龙至四姑娘山段2026年开通。

## 沿线概况

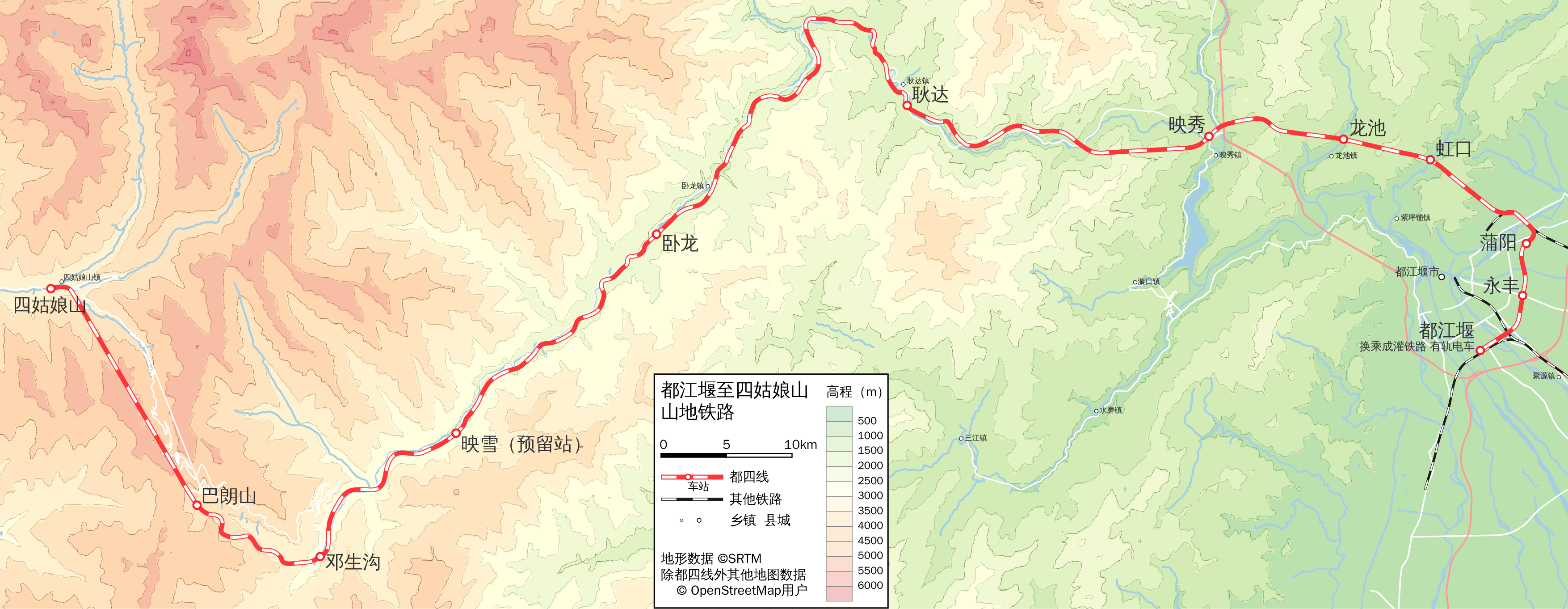
线路图（含地形）

工程沿线地区为中国大陸地形之第一、第二阶梯的交接处，横断山脉边缘。东端都江堰终点附近为成都平原，地面高程约在600米左右；自耿达站向西为高山峡谷区，沿线为深1000米以上的V形峡谷，谷底高程在2600米以上。工程位于龙门山地震带中段，临近汶川大地震震中，地震峰值加速度0.15~0.20 g。受地震活动影响，沿线山体多成碎裂状，大部分区段属于地质灾害高危险区。邓生沟、巴朗山两站附近属于季节性冻土地区，每年11月至次年4月封冻。

## 土建
都四线市区段隧道（都江堰~蒲阳）属于高富水、多砂卵石的复杂地层，选用开挖直径9.73米的土压平衡盾构施工，其中用于输送卵石的螺旋输送机刷新了国内最大带式螺旋输送机的记录。然而盾构掘进295米后，由于刀盘阻力过大，主驱动与前部刀盘连接处的94颗螺栓中已有77颗断裂，现场将螺栓全部换成圆钢并在连接处补焊钢板后，问题得以解决。紫荆隧道为部分盾构、部分非爆开挖方式施工，二者连接处为长60米的拆卸洞室，通过钻劈方式在山体中暗挖形成。汶川段隧道位于地震影响区内，施工方严格控制开挖和爆破量，不仅顺利通过断层，隧道洞通时间还较原计划提前了一年。邓生沟齿轨隧道为盾构法施工，最大纵坡达到12%，为国内罕见。

## 设备

### 专网通信
作为中低运量系统，都四线采用专用LTE网络实现车辆与地面设备的通信，优点是系统较传统铁路通信简单；缺点是LTE信号基本沿直线传播，很难绕过弯曲的河谷。都四线河谷地段距离长、弯折多，天线布设方式有所变通，将传统铁塔改为在轨道桥上设置信号杆，以减少传输能力的浪费。

### 供电系统
出于环保和景观要求，都四线采用DC 1500V接触轨供电。全线共设四座110kV主变电站，位于蒲阳、映秀、卧龙、四姑娘山，21座35kV牵引变电所，以及降压变电所、车站动力和照明供电设施等。其中，卧龙主变位于卧龙自然保护区内，考虑环保要求，将架空输电线改为地下敷设，取消风机改为水冷。

## 防灾

### 地质灾害
全线有多处滑坡、崩塌隐患区域。线路里程46公里左右（耿达附近）通过一滑坡隐患区域，该区域的居民已于汶川地震后全部撤离，2020年8月曾发生小规模滑坡，目前土体暂时稳定。邓生沟站东北数公里的三圣沟隧道出口附近岩层破碎，出口上方还有危岩体，如遇地震容易形成大规模崩塌。为防范地质灾害，沿线边坡按需设置框架植草防护、防落石护网等设施，部分重要隐患点采用打抗滑桩、设置大范围排水沟等措施综合处理。

### 瓦斯
线路施家山隧道（位于龙池镇）穿越含煤地层，自然状态下瓦斯含量为7.18%，瓦斯涌出速度为每分钟2.26立方米。为防范瓦斯爆炸，隧道内设有自动监测设施，风机系统设置两套，互为备用。

### 消防
都四线齿轨隧道坡度大、海拔高，消防疏散时人员行动能力势必较常规情况进一步下降，经过计算隧道内每隔30m设置横向联通道，每隔3.5公里设置紧急救援站，可以符合消防疏散要求。

## 车辆
由于中国大陸尚无齿轨铁路经验，中车资阳公司根据都四线的特点，引进瑞士的Strub齿轨系统并加以研究改造。该系统最大坡度为12%，轨距1000mm，采用四节全动车编组:70。为避免使用齿轨离合器，采用齿轨和轮轨驱动分离的独立式驱动方案。轮轨段最大速度120km/h，齿轨段最大速度30km/h；全车8个转向架中，5个为轮轨驱动，3个为齿轨驱动。列车定员145人，设置大面积曲面观光玻璃和观光包厢等席别，可实现自动驾驶、自动保护。车辆安装有特制高压直流变频空调，在高海拔地段运转频率相应提高，以提高送风量，减少车内乘客的高原反应。
2022年11月24日，都四线首列车在中车资阳机车公司下线。第一批采购1列，第二批采购2列。

## 历史

### 规划阶段
2018年11月，都江堰至四姑娘山山地轨道交通扶贫项目可研报告及项目申请报告评估会议在成都召开，经过会议讨论，项目可研报告及项目申请报告成功通过评估。12月，首次公布线路效果图。随后勘察设计招标公告发布，线路进入详细设计阶段。2019年2月27日，项目正式获得四川省发改委核准，计划投资198亿元人民币。2020年1月13日，四川省轨道交通投资有限责任公司公开拟报批的《都江堰至四姑娘山山地轨道交通扶贫项目环境影响报告书》。3月26日，举办开工仪式，但并未有实际动工。7月，该项目站前工程开标，中建铁投、中铁隧道局等单位中标。

### 施工阶段
2020年9月，线路实质性开工。2021年8月31日，永丰站主体结构封顶，成为全线首座完成主体结构施工的车站；10月19日，永丰站至蒲阳站区间“蜀光号”盾构机在永丰站成功始发，成为全线首个开始盾构施工的区间。2022年3月28日，永丰站至都江堰站区间“蜀新号”盾构机在永丰站成功始发。2023年5月9日，施家山高瓦斯隧道全线贯通。2024年4月15日，永丰站至蒲阳站区间隧道贯通；7月19日，永丰至都江堰站区间隧道贯通，都江堰城区段的隧道均已贯通。

## 远景发展
根据四川山地轨道交通环评资料，都江堰至四姑娘山线为都江堰至四姑娘山至丹巴扶贫交通线之近期实施部分，远期线路将向小金县、丹巴县方向延伸。另外还有计划新建双桥沟支线、海子沟支线、牛坪支线、龙池支线、顶峰支线五条支线，全部建成后线路全长将达到235公里。